# Distrito de Bielsko
El condado de Bielsko (polaco: powiat bielski) es un distrito del voivodato de Silesia (Polonia). Su sede administrativa es la ciudad de Bielsko-Biała pero no pertenece al distrito (constituye un condado urbano independiente).
Fue constituido el 1 de enero de 1999 como resultado de la reforma del gobierno local de Polonia aprobada el año anterior. Limita con otros cuatro distritos: al este con Cieszyn, al norte con Pszczyna, al oeste con Oświęcim, al sur con Żywiec. 
Está dividido en diez municipios: uno urbano (Szczyrk), dos urbano-rurales (Czechowice-Dziedzice y Wilamowice) y siete rurales (Bestwina, Buczkowice, Jasienica, Jaworze, Kozy, Porąbka, Wilkowice). 
En 2019 su población total es de 165.374 habitantes, de los cuales la población de Czechowice-Dziedzice es de 35.926, la de Szczyrk es de 5.734, la de Wilamowice es de 3.100, y la población rural es de 120.614.

## División administrativa

Mapa del distrito de Bielsko con las 10 gminas

El condado está subdividido en 10 gminas (una urbana, dos urbanas-rurales y siete rurales). 